# Victoria Road (Adelaide)
Die Victoria Road ist eine Hauptverkehrsstraße in Adelaide im Zentrum des australischen Bundesstaates South Australia. Sie verbindet den nordwestlichen Vorort Port Adelaide mit Outer Harbor an der Spitze der LeFevre-Halbinsel.

## Verlauf
Die Victoria Road ist die Fortsetzung der Grand Junction Road (A16). Diese geht in Port Adelaide zunächst in die Causeway Road, die Semaphore Road und die Nelson Street über. Im Ortsteil Birkenhead am Nordwestufer des Port River beginnt die Victoria Road. Dort ist sie auch an den Port River Expressway (A9) angebunden. Durch Peterhead führt sie nach Norden und erschließt die Ortsteile Largs North, Taperoo und North Haven. Schließlich endet sie in Outer Harbor an der Spitze der LeFevre-Halbinsel, wo sie an den Lady Gowrie Drive angebunden ist, der an der Westküste zurück nach Süden führt.

## Port River Expressway
Der Bau des Port River Expressway 2008 führte zu einer Umtrassierung der Victoria Road. Sie war ursprünglich über Kreuzungen an die Nelson Street, die Elder Road und die Semaphore Road angebunden. Seit der Fertigstellung des Expressways ist die Victoria Road nur mehr eine Fortsetzung der Nelson Street. Die Semaphore Road ist an die Nelson Street angebunden, während die Elder Road vollkommen abgekoppelt wurde.